# The Essential Cascada remixes
A The Essential Cascada remixes a Cascada együttes harmadik remixalbuma. 2007. augusztus 14-én jelent meg. Electronic dance, house, hard trance, trance stílusú.

## Számlista
CD1
1. Shut Up! [Cascada Remix] - Springbreak
2. 7 Years & 50 Days [Cascada vs. Plazmatek Remix] - Groove Coverage
3. I Will Believe It [Cascada Remix] - Siria
4. Love You Promised [Cascada Remix] - The Usual Suspects
5. I Can't Stand It [Cascada Remix] - Daniele Paris,
6. Can I Get a Witness? [Cascada Remix] - Rob Mayth
7. Hurricane [Cascada Remix] - Alex Megane
8. Magic Summer Night [Cascada vs. Plazmatek Remix] - Klubbingman
9. Little Star [Cascada Remix] - Lazard
10. Big Bad Love [Cascada Remix] - Springbreak
11. Big Boom Bang [Cascada Remix] - Zane & Foster
12. Rock! [Cascada Remix] - M.Y.C.
13. Revolution [Cascada vs. Tune Up! Remix] - Klubbingman

CD2
1. Truly Madly Deeply [UK Club Mix] - Cascada
2. Truly Madly Deeply [UK Radio Edit] - Cascada
3. Truly Madly Deeply [DJ Bomba & El Senor Remix] - Cascada
4. Truly Madly Deeply [Original Dance Mix] - Cascada
5. Truly Madly Deeply [Dance Edit] - Cascada
6. Truly Madly Deeply [Styles & Breeze Remix] - Cascada
7. Truly Madly Deeply [Thomas Gold Remix] - Cascada
8. Truly Madly Deeply [Tune Up! Remix] - Cascada
9. Truly Madly Deeply [Tune Up! Edit] - Cascada